# GigaMesh Software Framework
Das GigaMesh Software Framework ist eine freie und quelloffene modulare Software zur Anzeige, Bearbeitung und Visualisierung von 3D-Daten, typischerweise aufgenommen mittels Streifenlichtscanning oder Structure-from-motion.
Zur Analyse insbesondere archäologischer Objekte wie Keilschrifttafeln oder Keramik besitzt es eine Vielzahl von Funktionen wie Abrollungen, Profilschnitte, Krümmungs- und Distanzvisualisierungen sowie Exportfunktionen als Raster- oder Vektorgrafik. Das Lesbarmachen verwitterter Texte, etwa auf Grabsteinen oder Keilschrifttafeln bzw. die Sichtbarmachung feiner Oberflächendetails mit Hilfe des Mehr-Skalen Integral Invarianten (MSII) Filterverfahrens ist eine Kernfunktionalität der Software. Um möglichst zuverlässige Filterergebnisse zu bekommen, können die Dreiecksgitter bzw. Polygonnetze der 3D-Modelle geprüft und bereinigt werden. Die bereinigten Daten eignen sich ebenfalls zum 3D-Druck und zur elektronischen Publikation in einem Dataverse.

## Name und Logo
Der Name „GigaMesh“ bezieht sich einerseits auf die Verarbeitung großer 3D-Datensätze, andererseits lehnt er sich bewusst an Gilgamesch, einen mythischen sumerischen König und dessen auf Tontafeln überliefertes Heldenepos, an.:115 Das Logo besteht aus dem Keilschriftzeichen 𒆜 (kaskal) und kann Weg, Straße oder Kreuzung bedeuten. Damit ist das Aufeinandertreffen von Geisteswissenschaften und Informatik gemeint. Die umgebende Kreisform bezieht sich auf die Berechnung der Integralinvarianten mittels Kugeln und Sphären. Die Farbe Rot wird von der Universität Heidelberg, dem Entwicklungsort von GigaMesh, verwendet.

## Einsatz und Entwicklung in Forschungsprojekten
GigaMesh wurde zu Beginn im Umfeld der Editionsreihe Keilschrifttexte aus Assur literarischen Inhalts (KAL) der Heidelberger Akademie der Wissenschaften entwickelt. Parallel dazu wurde es im Corpus Vasorum Antiquorum Österreich zur Dokumentation von rotfiguriger Keramik eingesetzt. Zusätzlich zu Projekten wie die Multidimensionale Sicht- und Erfahrbarmachung von Kulturerbe (MUSiEKE) wird das Framework in einem DFG und einem BMBF Projekt zur Kontextualisierung und Erschließung des Corpus der minoischen und mykenischen Siegel erweitert. Analog zu den Arbeiten mit Keilschrifttafeln gibt es weitere Ansätze bei der 3D Bildverarbeitung mit Methoden des Maschinellen Lernens kombiniert und für Schrift in 3D, zum Beispiel in der Textdatenbank und Wörterbuch des Klassischen Maya, angewendet wird. Der MSII Filter kommt ebenfalls bei größeren Objekten, zum Beispiel bei der Analyse und Visualisierung der Schrämspuren (Abbauspuren) des römerzeitlichen Marmorsteinbruchreviers Spitzelofen zum Einsatz.
Bei der Feldkampagne des Deutschen Archäologischen Instituts in Guadalupe, in der Nähe von Trujillo, Honduras, wurden 2017 Vergleiche zwischen 3D-Visualisierungen und Handzeichnungen durchgeführt. Seitdem ist GigaMesh durchgängig im Einsatz, wodurch viele Verbesserungen im Benutzerinterface im Sinne des UX Design vorgenommen wurden. Diese werden in Tutorials online zur Verfügung gestellt und haben oftmals Bezug zur Funddokumentation.
2018 wurde GigaMesh im Scanning for Syria (SfS) Projekt der Universität Leiden eingesetzt um Micro-CT-Scans von Abgussformen der Grabung in Tell Sabi Abyad als 3D-Modell zu rekonstruieren, die im syrischen Bürgerkrieg aus dem Museum in ar-Raqqa verschwunden sind. Anschließend wurden an der Technischen Universität Delft weitere CT-Aufnahmen erstellt, um virtuell Tontafeln aus – seit Jahrtausenden ungeöffneten – Tonumschlägen zu extrahieren. Das SfS-Projekt gewann im Mai 2020 den European Heritage Award der Europa Nostra im Bereich Forschung.
Mit der Version 190416 wurde im Vorfeld der internationalen CAA 2019 erstmals eine Version für Windows 10 zur Verfügung gestellt.
Das command line interface von GigaMesh eignet sich besonders zur Massenaufbereitung von Repositorien an 3D-Messdaten. So wurden knapp 2.000 Tontafeln der Hilprecht-Sammlung aufbereitet und als Benchmarkdatenbank (HeiCuBeDa) für das Maschinellen Lernen bzw. als Bilddatenbank inklusive metadatenbehafter 3D-Daten (HeiCu3Da) digital unter CC-BY-Lizenzen veröffentlicht. Da HeiCu3Da in einer Instanz von easydb untergebracht ist, stehen eine Reihe von Schnittstellen wie zum Beispiel IIIF zur Verfügung. Damit können wie in vielen anderen Digital Humanities Projekten Bilddaten direkt adressiert werden.
Mit HeiCuBeDa wurde ein künstliches neuronales Netz trainiert und damit eine Klassifikation der Datierung von Keilschrifttafeln durchgeführt. Dafür wurde ein Geometric Neural Network (GNN) für 3D-Daten verwendet.
2023 wurde eine Erweiterung des Datensatzes veröffentlicht, die extrahierte Bilder von Keilschriftzeichen, Keilschriftzeilen und einzelne annotierte Keilschriftzeichen enthält. Die Annotationen werden zusammen mit den Renderings mit Metadaten als CSV und einem Knowledge Graph (RDF) zur Verfügung gestellt. Diese Entwicklungen sind im Kontext des DFG-Projekts „Digitale Edition der Keilschrifttexte aus Haft Tappeh“ in Mainz entstanden. Von dem Projetkstandort leitet sich das Akronym MaiCuBeDa ab. Damit wurden erste Ergebnisse zur Lokalisierung von Keilschriftzeichen und deren Keile erzielt, die zeigen, dass das MSII-Rendering die Erkennungsqualität für Fotos verbessert.
Anlässlich der Ausstellung im Louvre zum 100-jährigen Bestehen des CVA Projekts wurden Abrollungen eines Aryballos der Universität Graz im Rahmen des Corpus Vasorum Antiquorum Österreich mit GigaMesh berechnet, um die neueste Methoden zur Erforschung der griechischen Vasenmalerei zu repräsentieren. Die Visualisierungen waren in der zweiten Jahreshälfte 2019 in der Vitrine L’ère du numèrique et de l’imagerie scientifique zu sehen.
Die Version 191219 unterstützt erstmals Texture Mapping, das vor allem bei 3D-Daten aus photogrammetrischen Verfahren verwendet wird. Damit ist die Bearbeitung und vor allem die Abrollungen von Objekten möglich, die mit dem – im Bereich der Dokumentation von kulturellem Erbe und der Archäologie – weit verbreiteten Structure-from-Motion-Verfahren erfasst wurden.
Das nationale Forschungsinstitut für Kulturgüter in Nara verwendet GigaMesh zur Abrollung und Dokumentation von Gefäßen und hat dazu eine Anleitung publiziert. Diese wird für Keramik aus der Jōmon-Zeit im Togariishi Jōmon Archeological Museum in Chino genutzt.
Im April 2020 wurde der Quellcode bei GitLab offen gelegt und die Lizenz von Freeware auf GPL geändert. Die Version 200529 ermöglicht erstmals die Anwendung des MSII Filters in der graphischen Benutzeroberfläche, um feinste Details wie Fingerabdrücke auf Keilschrifttafeln sichtbar zu machen. Die von der DFG geförderte Digitale Edition der Keilschrifttexte aus Haft Tappeh nutzt MSII gefilterte Tafeln in der automatisch generierten fat-cross-Darstellung. Auch bei den Denkmalämtern in Deutschland wie zum Beispiel der Keltenwelt am Glauberg bzw. dem Landesamt für Denkmalpflege Hessen wird GigaMesh zur Dokumentation für unterschiedliche Artefakte verwendet.
GigaMesh findet zunehmend Anwendung in Bereichen, die methodische Überschneidungen mit der Archäologie aufweisen, zum Beispiel Geoengineering zur Analyse von Muscheln.

### Standorte
- seit 2024: Institute of Computational Ancient Studies (CompAS), & FCGLab, Freie Universität Berlin
- seit 2020: i3mainz – Institut für Raumbezogene Informations- und Messtechnik, Hochschule Mainz
- 2021–2024: AG eHumanities & FCGLab, Institut für Informatik, MLU Halle-Wittenberg
- 2009–2020: Forensic Computational Geometry Laboratory (FCGL),[45] IWR, Univ. Heidelberg

## Dateiformate und Forschungsdateninfrastrukturen
Primär wird das Polygon File Format unterstützt und zur Speicherung von zusätzlichen Informationen aus der Prozessierung genutzt. Dies ist beim – zusätzlich unterstützten – Wavefront OBJ auf Grund dessen Spezifikation nicht möglich. Es besteht die Möglichkeit zum Export von Dateien im glTF-Standard der Khronos Group. Die Markierung von interpolierten Punkten und Dreiecken durch das Füllen von Fehlstellen im Dreiecksgitter stellt eine Metainformation dar, die zum Beispiel im Rahmen der Nationale Forschungsdateninfrastruktur (NFDI) erfasst werden soll. Weitere Metadaten wie Inventarnummern, Material und Hyperlinks bzw. Digital Object Identifiers (DOIs) können erfasst werden. Hinzu kommt die Möglichkeit zur Berechnung von topologischen Kennzahlen, die die Qualität eines 3D-Messdatensatz beschreiben und weiteren Projekten im Bereich Digital Heritage am i3mainz, das ein Konsortionalpartner in NFDI4Objects ist.